# الأزمة المالية رؤية مغايرة
الأزمة المالية.. رؤية مغايرة هو كتاب من تأليف عصام علي، يتحدث الكتاب عن الأزمة المالية التي أصابت العالم خلال ستة فصول متنوعة سواء على الصاعد السياسي أو الاقتصادي وأثر هذه الأزمة على العالم.
يرى المؤلف أن الإسراف الأميركي في الانفاق على الجانب العسكري لم يمكنها من حسم خياراتها بالقوة، سواء فيما سمى بالحرب على الإرهاب، أو القضاء على النظام الديكتاتورية أو السيطرة على منابع النفط. وينتهي المؤلف إلى أن الأزمة المالية العالمية تحمل في طياتها بوادر التغيير الإيجابي لمجمل السياسات والممارسات الدولية في ظل تراجع السيطرة الأميركية، وعلى العرب والمسلمين استثمار هذه الأجواء لنيل حقوقهم وتقديم منهجهم الإسلامي، وبخاصة أن العالم يعاني الآن من وجود كاريزما تأخذ بناصيته إلى بر الأمان.